# Bão Paulette (2020)
Bão Paulette là cơn bão số 16 của mùa bão Bắc Đại Tây Dương.

## Lịch sử khí tượng

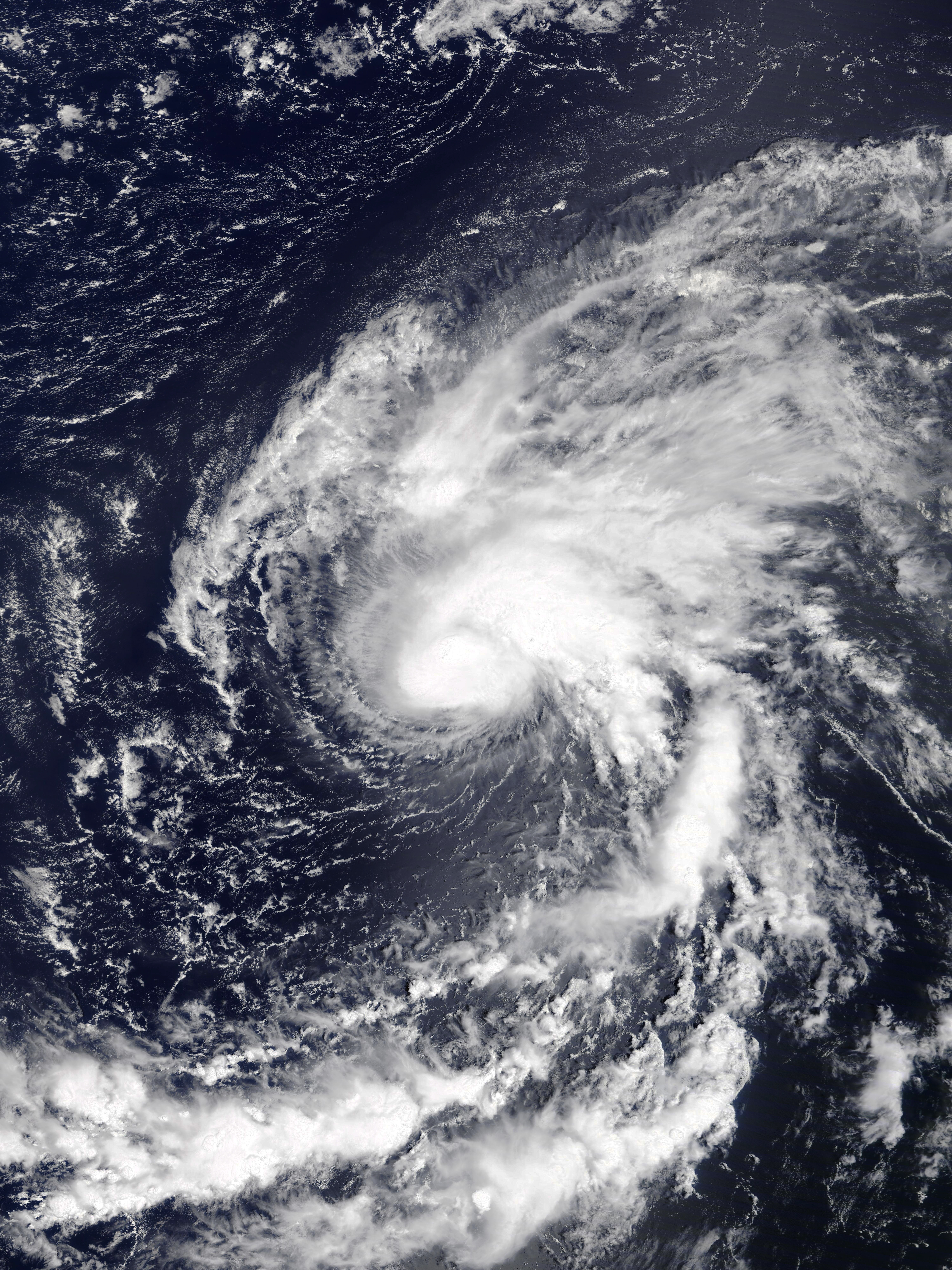
Bão nhiệt đới Paulette với cường độ cực đại ban đầu trên Trung Đại Tây Dương vào ngày 8 tháng 9.

Vào lúc 12:00 UTC ngày 30 tháng 8, Trung tâm Bão Quốc gia (NHC) bắt đầu theo dõi một cơn sóng nhiệt đới nằm trên Châu Phi để có thể phát triển sau khi nó di chuyển vào Đại Tây Dương. Đến 12:00 giờ UTC ngày 2 tháng 9, sóng nổi lên trên mặt nước, nơi nó bắt đầu hoạt động từ từ. Sóng hợp nhất với hai nhiễu động ở phía tây nam của nó lần lượt trong khoảng thời gian từ ngày 3-4 tháng 9 và ngày 5 tháng 9 và hình thành một vùng áp thấp rộng vào ngày 6 tháng 9, nhưng hoạt động đối lưu.
Vào ngày 7 tháng 9, dữ liệu ASCAT xác nhận rằng áp thấp nhiệt đới đã mạnh lên, và NHC đã nâng cấp hệ thống thành bão Paulette. Đây là cơn bão của Đại Tây Dương có tên thứ 16 sớm nhất từng được ghi nhận, phá vỡ kỷ lục trước đó do cơn bão Philippe năm 2005  trước 10 ngày.
Vào lúc 15:00 UTC ngày 8 tháng 9,bão Paulette đạt cường độ đầu tiên với sức gió duy trì trong 1 phút là 65 dặm/giờ (100 km/h) với áp suất trung tâm tối thiểu là 995 mbars (29,39 inHg).

## Chuẩn bị và tác động
Tác động của bão Paulette đã khiến chính phủ Bermuda ban hành cảnh báo bão nhiệt đới lúc 03:00 UTC vào ngày 12 tháng 9. Điều này đã được cảnh báo là xoáy thuận nhiệt đới và theo dõi bão lúc 09:00 UTC trước khi cảnh báo bão được đưa ra lúc 15:00 UTC. Nhiều trạm quan sát ở Bermuda bắt đầu báo cáo gió giật nhiệt đới-bão bắt đầu từ 23:00 giờ UTC vào ngày 13 tháng 9 với gió bão nhiệt đới duy trì đến ngay sau đó. Vào sáng sớm ngày 14 tháng 9, một cơn gió giật mạnh 117 dặm/giờ (189 km/h) đã được đo tại Trung tâm Hoạt động Hàng hải (MAROPS), ở độ cao 290 ft trên mực nước biển. Điều này xảy ra chỉ hơn một giờ sau khi sự cố mất điện trên toàn đảo ảnh hưởng đến toàn bộ Bermuda, bao gồm cả trung tâm vụ thời tiết Bermuda, chỉ còn dịch vụ điện thoại di động còn hoạt động. Điều này dẫn đến hơn 20.000 người mất dịch vụ điện.
Không có báo cáo về thương vong hoặc thiệt hại tài sản nghiêm trọng ở Bermuda nhưng một số cây cối và đường dây điện đã bị đổ trên khắp hòn đảo. Bất chấp cảnh báo của Cơ quan Thời tiết Quốc gia về nguy cơ nước chảy xiết cao, một người đàn ông 60 tuổi đã chết đuối khi đang bơi ở Lavallette, New Jersey sau khi vướng vào một cơn sóng dữ do cơn bão Paulette gây ra.